# Єлеусінов Даніяр Маратович
Даніяр Маратович Єлеусінов (каз. Данияр Маратұлы Елеусінов, нар. 13 березня 1991, Кайинди, Казталовський район, Західноказахстанська область, Казахстан) — казахський професійний боксер, майстер спорту міжнародного класу, олімпійський чемпіон 2016 року, чемпіон світу (2013 рік) та дворазовий чемпіон Азії (2013 та 2015 роки).

## Любительська кар'єра

### Чемпіонат світу 2011
- 1/32 фіналу:Переміг Джоша Тейлора (Шотландія) — 11-5
- 1/16 фіналу:Переміг Масатсугу Кавачі (Японія) — 14-4
- 1/8 фіналу:Програв Дьюла Кате (Угорщина) — 11-17

### Олімпійські ігри 2012
- 1/16 фіналу:Переміг Джеймела Геррінга (США) — 21-9
- 1/8 фіналу:Переміг Мехді Толути (Іран) — 19-10
- 1/4 фіналу:Програв Вінченцо Манджакапре (Італія) — 12-16

### Чемпіонат світу 2013
- 1/16 фіналу:Переміг Карла Хейлда (Багамські Острови) — 3-0
- 1/8 фіналу:Переміг Сулеймана Сісокко (Франція) — 3-0
- 1/4 фіналу:Переміг Вінченцо Манджакапре (Італія) — 3-0
- 1/2 фіналу:Переміг Араїка Марутяна (Німеччина) — 3-0
- Фінал:Переміг Аріснойдіса Деспан (Куба) — 3-0

### Чемпіонат світу 2015
- 1/8 фіналу:Переміг Павла Кастріміна (Білорусь) — 3-0
- 1/4 фіналу:Переміг Еуміра Марсіаля (Філіппіни) — 3-0
- 1/2 фіналу:Переміг Парвіза Багірова (Азербайджан) — 3-0
- Фінал:Програв Мохаммеду Рабії (Марокко) — 0-3

### Олімпійські ігри 2016
- 1/8 фіналу:Переміг Джоша Келлі (Велика Британія) — 3-0
- 1/4 фіналу:Переміг Габріеля Маестре (Венесуела) — 3-0
- 1/2 фіналу:Переміг Сулеймана Сісокко (Франція) — 3-0
- Фінал:Переміг Шахрама Гіясова (Узбекистан) — 3-0

## Професіональна кар'єра
У березні 2018 року підписав контракт з промоутерською компанією Едді Гірна Matchroom Sport.
27 листопада 2020 року в бою з ексчемпіоном світу намібійцем Джуліусом Індонго нокаутом у 2 раунді виграв вакантний титул інтерконтинентального чемпіона за версією IBF у напівсередній вазі.

### Таблиця боїв
| 11 Перемог (6 нокаутом, 5 за рішенням суддів), 0 Поразок (0 нокаутом, 0 за рішенням суддів) |        |                 |        |              |                   |                                                 |                                                                            |
| Результат                                                                                   | Рекорд | Суперник        | Спосіб | Раунд, час   | Дата              | Місце проведення                                | Примітки                                                                   |
| Перемога                                                                                    | 11-0   | Хуан Ернан Леал | UD     | 12           | 18 грудня 2021    | Нур-Султан                                      | Виграв вакантний титул чемпіона IBO у напівсередня вазі.                   |
| Перемога                                                                                    | 10-0   | Джуліус Індонго | TKO    | 2 (10), 0:30 | 27 листопада 2020 | The Guitar Hotel, Голлівуд, Флорида             | Виграв вакантний титул чемпіона IBF Inter-Continental у напівсередня вазі. |
| Перемога                                                                                    | 9-0    | Алан Санчес     | TKO    | 5 (10), 0:15 | 20 грудня 2019    | Footprint Center, Фінікс, Аризона               |                                                                            |
| Перемога                                                                                    | 8-0    | Решардс Гікс    | TKO    | 1 (10), 2:38 | 13 вересня 2019   | Hulu Theater at Madison Square Garden, Нью-Йорк |                                                                            |
| Перемога                                                                                    | 7-0    | Луїс Норамбуена | UD     | 6            | 25 травня 2019    | MGM National Harbor, Оксон-Гілл, Меріленд       |                                                                            |
| Перемога                                                                                    | 6-0    | Сільверіо Ортіз | UD     | 8            | 15 березня 2019   | Liacouras Center, Філадельфія                   |                                                                            |
| Перемога                                                                                    | 5-0    | Маркос Мойка    | TKO    | 3 (8), 1:10  | 28 листопада 2018 | Casino de Salle Medecin, Монте-Карло            |                                                                            |
| Перемога                                                                                    | 4-0    | Мет Доерті      | TKO    | 1 (6), 2:33  | 20 жовтня 2018    | Ті-Ді-Гарден, Бостон                            |                                                                            |
| Перемога                                                                                    | 3-0    | Габор Горбіч    | UD     | 6            | 4 серпня 2018     | Ice Arena Wales, Кардіфф                        |                                                                            |
| Перемога                                                                                    | 2-0    | Золтан Сабо     | UD     | 6            | 6 червня 2018     | York Hall, Лондон                               |                                                                            |
| Перемога                                                                                    | 1-0    | Ноа Кідд        | TKO    | 3 (6), 2:52  | 28 квітня 2018    | Барклайс-центр, Нью-Йорк                        |                                                                            |